# 147-я стрелковая дивизия (2-го формирования)
147-я стрелковая дивизия (2-го формирования) — воинское соединение Вооружённых Сил СССР в Великой Отечественной войне.

## История

### Формирование
В декабре 1941 года началось формирование 426-й стрелковой дивизии под командованием полковника Ковригина И. В. в районе станции Шумерля Чувашской АССР.
В первой половине января 1942 года она была дополнена людьми в селе Кукмор Татарской АССР и переименована в 147 стрелковую дивизию (первое формирование данной дивизии было почти полностью уничтожено в боях летом 1941 года.). Основную часть призывников составляли жители Татарской и Удмуртской АССР.
17 апреля 1942 года дивизия была переведена в г. Ковров, Владимирской области, где получила полностью вооружение и боеприпасы и продолжала занятия.
25 мая 1942 года по железной дороге 147 СД направлена в действующую армию и в начале июня выгрузилась на станции Ляпичево, войдя в состав 62 резервной армии Юго-Западного, а затем Сталинградского фронтов.
12 июля 1942 года дивизия получила боевой приказ занять оборону в районе станции Суровикино на фронте длинною 12 км.

### Боевые действия
147 стрелковая дивизия принимала участия в Сталинградской битве в составе войск 62-й армии Сталинградского фронта. В результате этих боёв она была полностью уничтожена.
Частям 62-й армии под командованием генерал-майора В. Я. Колпакчи был отдан приказ на занятие обороны на дальних подступах к Сталинграду с включением армии в состав только что сформированного Сталинградского фронта. Дивизии снялись с позиций на Сталинградском обводе и заняли оборону на так называемом Сталинградском рубеже[прояснить]. На тот период целостного фронта из резервных армий на подступах к Сталинграду ещё не было. 62-я армия к моменту её подчинения штабу нового фронта находилась в Сталинграде и в течение 12 июля должна была выйти через Калач-на-Дону на позиции в большой излучине Дона.
Первые бои произошли 16 июля. Передовой отряд 147-й стрелковой дивизии в 17:40 был обстрелян возле хутора Морозова противотанковыми пушками противника и уничтожил их ответным огнём.
Во второй половине июля 1942 года 62 армия вела оборонительные бои на рубеже реки Чир в боях с 6-й армией вермахта. После 5 суток упорных боев немецкие войска сбили передовые отряды с занимаемых позиций и подошли к главной полосе обороны войск Сталинградского фронта. Начиная с 23 июля 62 армия вела бои главными силами, отражая атаки противника на оборонительном рубеже Клетская — Суровикино. Используя превосходство в силах и господство авиации в воздухе, немцы прорвали оборону на правом фланге 62-й армии и к исходу дня 24 июля вышли к Дону в районе Голубинского. В результате до трёх советских дивизий попали в окружение. К концу июля небольшим группам из состава дивизии удалось перебраться за Дон.
С 4 по 7 августа на оборонительном фронте наступило относительное затишье. Противник готовился к прорыву от Верхне-Чирской к городу Калач, чтобы замкнуть кольцо окружения 62-й армии в большой излучине Дона.
7—9 августа противник оттеснил войска 62 армии за реку Дон, а четыре дивизии окружил западнее Калача.
7 августа по всем порядкам левофланговых дивизий 62-й армии (112-й, 229-й, 147-й) противник начал бомбардировку с воздуха и артподготовку. Атака лавины танков сопровождались плотными цепями пехоты на позиции 112-й и 147-й стрелковой дивизии. В районе Суровикино противник переправился через реку Чир и вклинился в стык 147-й и 229-й дивизий, чем прервал связь между ними.
8 августа танковые клещи немецких танковых корпусов сомкнулись, и в окружение, на западном берегу Дона попали значительные 62-й армии. Это были части 181, 147 и 229-я стрелковых дивизий.
Окружённые соединения распались на несколько групп, пробивавшихся в разных направлениях. Одну из групп прорыва образовали 147 и 229-я стрелковые дивизии. Командир 147-й стрелковой дивизии А. А. Вольхин связи с командованием не имел и получил приказ на прорыв от командира 229-й стрелковой дивизии полковника Ф. Ф. Сажина. Эти две дивизии пробивались на восток и юго-восток к железнодорожному мосту через Дон.
147 и 229-я стрелковые дивизии начали отход в 21.00 9 августа. Однако на пути отходящих дивизий Вольхина и Сажина немцами уже был выставлен заслон фронтом на запад. Навстречу отходящим колоннам в панике двигались тыловые части 229-й стрелковой дивизии. Они пытались отыскать путь к спасению и отходили на север. Основные силы 147-й стрелковой дивизии вскоре были изолированы в Грачёвой балке. Лесов, становившихся спасением окружённых в Белоруссии, под [70] Вязьмой и под Уманью в излучине Дона не было. Некоторую защиту давали только глубокие овраги.
Решающий бой состоялся 10 августа. Блокированные в балке советские части атаковали, даже захватывали трофеи и пленных. Но общую обстановку это изменить не могло. В балке скапливалось все больше раненых. Всех мучила жажда. Было решено предпринять ещё одну попытку пробиться из окружения всем отрядом. Вольхин в своём отчёте по боям в окружении писал: "Бойцы и командиры приветствовали это решение и заявили: «Лучше умереть в поле, чем в этой ловушке». Некоторые орудия выкатили на открытые позиции. Но шансов пробиться через плотный заслон немецкой пехоты уже не было. Части двух дивизий были рассеяны и пробивались на соединение с основными силами 62-й армии мелкими группами. Командир 229-й стрелковой дивизии полковник Ф. Ф. Сажин погиб 10 августа у хутора Пятиизбянский.
Части дивизий вели бои в окружении до 14 августа когда были полностью рассеяны и пробивались на соединение с основными силами 62-й армии мелкими группами. Численность бойцов дивизии попавших в окружение оценивалось в 9575 человек.
13 августа из окружения вышли только 27 человек из состава 147-й стрелковой дивизии во главе с командиром генерал-майором Вольхиным. В общей сложности к 20 августа из всего состава 147-й стрелковой дивизии вышло к своим 171 человек.
Командующий дивизией генерал-майором Вольхин был отдан под трибунал и приговорён к расстрелу, заменённому 10 года ИТЛ с отбыванием в действующей армии. По факту, он был понижен в звании до майора, судимость была снята в марте 1943.
На основании боевого распоряжения Штаба 62 Армии дивизия была направлена на доукомплектование, где получила 975 чел. пополнения. Затем дивизия была выведена из подчинения 62-й Армии и направлена в Вольск. В декабре 1942 г. директивой Генштаба дивизия поступила в распоряжение 2-й Ударной Армии Волховского фронта и принимала участие в прорыве блокады Ленинграда.
Весной 1944 г. 147 стрелковая дивизия принимала участие в боях за освобождение Польши. Войну завершила в Чехословакии.

## Полное название
147-я стрелковая Станиславская ордена Богдана Хмельницкого 2-й степени дивизия

## Подчинение
| Вышестоящие воинские части 147-й стрелковой дивизии (2-го формирования) в период Великой Отечественной войны | Вышестоящие воинские части 147-й стрелковой дивизии (2-го формирования) в период Великой Отечественной войны | Вышестоящие воинские части 147-й стрелковой дивизии (2-го формирования) в период Великой Отечественной войны | Вышестоящие воинские части 147-й стрелковой дивизии (2-го формирования) в период Великой Отечественной войны | Вышестоящие воинские части 147-й стрелковой дивизии (2-го формирования) в период Великой Отечественной войны |
| Дата | Фронт (округ)                                                                                                | Армия | Корпус | |
| --- | --- | --- | --- | --- |
| 01.01.1942 года                                                                                              | Московский военный округ                                                                                     | | | |
| 01.06.1942 года                                                                                              | Резерв Ставки ВГК                                                                                            | 7-я резервная армия                                                                                          | | |
| 01.08.1942 года                                                                                              | Сталинградский фронт                                                                                         | 62-я армия                                                                                                   | | |
| 01.09.1942 года                                                                                              | Сталинградский фронт                                                                                         | | | |
| 01.10.1942 года                                                                                              | Приволжский военный округ                                                                                    | | | |
| 01.01.1943 года                                                                                              | Волховский фронт                                                                                             | 2-я ударная армия                                                                                            | | |
| 01.03.1943 года                                                                                              | Ленинградский фронт                                                                                          | 2-я ударная армия                                                                                            | | |
| 01.04.1943 года                                                                                              | Волховский фронт                                                                                             | | | |
| 01.05.1943 года                                                                                              | Резерв Ставки ВГК                                                                                            | 27-я армия                                                                                                   | | |
| 01.06.1943 года                                                                                              | Степной фронт                                                                                                | 27-я армия                                                                                                   | | |
| 01.08.1943 года                                                                                              | Воронежский фронт                                                                                            | 27-я армия                                                                                                   | | |
| 01.11.1943 года                                                                                              | 1-й Украинский фронт                                                                                         | 27-я армия                                                                                                   | | |
| 01.12.1943 года                                                                                              | 1-й Украинский фронт                                                                                         | 38-я армия                                                                                                   | 52-й стрелковый корпус                                                                                       | |
| 01.01.1944 года                                                                                              | 1-й Украинский фронт                                                                                         | 60-я армия                                                                                                   | 23-й стрелковый корпус                                                                                       | |
| 01.02.1944 года                                                                                              | 1-й Украинский фронт                                                                                         | 38-я армия                                                                                                   | 101-й стрелковый корпус                                                                                      | |
| 01.03.1944 года                                                                                              | 1-й Украинский фронт                                                                                         | 1-я гвардейская армия                                                                                        | 17-й гвардейский стрелковый корпус                                                                           | |
| 01.05.1944 года                                                                                              | 1-й Украинский фронт                                                                                         | 1-я гвардейская армия                                                                                        | 74-й стрелковый корпус                                                                                       | |
| 01.09.1944 года                                                                                              | 1-й Украинский фронт                                                                                         | | 74-й стрелковый корпус                                                                                       | |
| 01.10.1944 года                                                                                              | 1-й Украинский фронт                                                                                         | 13-я армия                                                                                                   | 74-й стрелковый корпус                                                                                       | |
| 01.01.1944 года                                                                                              | 1-й Украинский фронт                                                                                         | 13-я армия                                                                                                   | 24-й стрелковый корпус                                                                                       | |
| 01.03.1945 года                                                                                              | 1-й Украинский фронт                                                                                         | 13-я армия                                                                                                   | 102-й стрелковый корпус                                                                                      | |

## Состав
- 15-й стрелковый полк
- 600-й стрелковый ордена полк
- 640-й стрелковый полк
- 645-й танковый батальон
- 379-й артиллерийский полк
- 231-й отдельный истребительный противотанковый дивизион
- 107-й отдельный Миномётный дивизион (расформирован 30.08.1942 г.)
- 170-я разведывательная рота
- 601-й (позднее 193 обс, 224 орс) отдельный батальон связи
- 70-я отдельная автотранспортная рота
- Взвод особого отдела (ОО) НКВД[c]
- (93) Учебный батальон
- 1719-я (21187 ппс, 2111 ппс) полевая почтовая станция
- 1772-я (1081 пкг) полевая касса Государственного банка
- 281-й отдельный сапёрный батальон
- 151-й отдельный медико-санитарный батальон
- 509-я (165) отдельная рота химической защиты
- 525-я полевая хлебопекарня
- 890-й (147) дивизионный ветеринарный лазарет

Отдельный пулемётный батальон

## Командиры
- Ковригин, Иван Владимирович (01.12.1941 — 31.07.1942), полковник
- Вольхин, Александр Алексеевич (01.07.1942 — 31.08.1942), генерал-майор
- Москвин, Николай Афанасьевич (01.09.1942 — 31.01.1943), генерал-майор
- Якимов, Михаил Петрович (24.01.1943 — 20.06.1944)
- Герасимов, Иван Степанович (01.06.1944 — 30.04.1945)
- Дудник, Григорий Сергеевич (01.04.1945 — 31.05.1945)
- Еремеев, Николай Иванович (01.05.1945 — 31.05.1945)[5]

## Командный состав полков и управления дивизии
- Военный комиссар дивизии — полковой комиссар Котов.
- Начальники штаба дивизии — полковник Шнайдер (отстранён 2.08.1942), интендант 1 ранга Зарецкий, подполковник Ордановский
- Зам. нач. штаба дивизии, начальник отделения — подполковник Игнатьев (отстранён 2.08.1942)
- Командир 15-го стрелкового полка — полковник Смирнов Ф. И. (пленён в июле 1942 г.); полковник Хамидов, Хайдар Курбанович; подполковник Шахаев (на 30.05.1943),
- Командир 600-го стрелкового полка — майор Талаквадзе; полковник Саксеев И. (по состоянию на 15.07.1945), нач.штаба майор Башта
- Командир 640-го стрелкового полка — подполковник Постнов (по состоянию на 30.05.1943),
- Командир 379-го артиллерийского полка — майор Баринов Андрей Павлович (пропал без вести под Суровикино 15.08-15.09.1942); майор Тамберг (на 30.05.1943),
- Командир 231-го отдельного истребительного ПТ дивизиона — капитан Мисюра (на 30.05.1943),
- Командир 281 сапёрного батальона — капитан Фомичёв (на 30.05.1943),
- Начальник продовольственно-фуражного снабжения дивизии старший лейтенант Скобеев Алексей Иванович (скончался в 1975-м году, похоронен на Хованском кладбище в Москве).

## Награды дивизии
- 10 августа 1944 года — Почетное наименование «Станиславская»- присвоено приказом Верховного Главнокомандующего № 0255 от 10 августа 1944 года за отличие в боях при освобождении Станислава.
- 28 мая 1945 года —  Орден Богдана Хмельницкого II степени — награждена указом Президиума Верховного Совета СССР от 28 мая 1945 года за образцовое выполнение заданий командования в боях при прорыве обороны немцев на реке Нейссе и овладении городами Котбус, Люббен,Цоссен, Беелитц, Лукенвальде, Тройенбритцен, Цана, Мариенфельде,Треббин, Рангсдорф, Дидерсдорф,Кельтов и проявленные при этом доблесть и мужество.[6]

Награды частей дивизии:
- 15-й стрелковый ордена Александра Невского[7] полк
- 600-й стрелковый ордена Красная Звезды[7] полк
- 640-й стрелковый ордена Красной Звезды[7] полк
- 379-й артиллерийский ордена Красной Звезды[7] полк

## Отличившиеся воины дивизии
- Коряков, Александр Павлович, младший лейтенант, командир взвода противотанковых ружей 15-го стрелкового полка.
- Лысенко, Иван Тимофеевич, старший сержант, помощник командира взвода противотанковых ружей 600-го стрелкового полка.

### Комментарии
1. ↑  Не было их и после. Дивизия попала в окружение примерно в 70 км к западу от Калача. От Калача до Волгограда еще 80 км. Правильнее называть эти события боями в большой излучине Дона. В западной литературе иногда пишут о «калачёвском котле» (англ. Kalach cauldron)
2. ↑  Ситуация отчасти объяснялась тем, что после выхода приказа №227 «Ни шагу назад!» (от 28 июля 1942 года) командиры частей не решались на отход даже при очевидной опасности окружения. В тот же «котел» попали и два «курсантских» полка,сформированных из учащихся командных училищ Краснодара и Грозного
3. ↑  3 февраля 1941 года по решению Политбюро ЦК ВКП(Б) «О передаче Особого отдела из НКВД СССР в ведение Наркомата обороны и Наркомата Военно-морского флота СССР»,  Особый отдел ГУГБ НКВД СССР ликвидировался, а вместо него создавались третьи управления НКО и НК ВМФ соответственно.  17 июля 1941 года постановлением ГКО органы 3-го Управления как в действующей армии, так и в военных округах от отделений в дивизиях и выше в были преобразованы Особые Отделы, а 3-е Управление — в Управление Особых Отделов. Управление Особых Отделов и Особые Отделы были подчинены НКВД СССР. При этом «в необходимых случаях» Особым Отделам было предоставлено право расстрела дезертиров на месте[4].

### Сноски
1. ↑  Память народа::Поиск документов частей. pamyat-naroda.ru. Дата обращения: 8 июня 2016. Архивировано 19 сентября 2021 года.
2. ↑  Память народа::Поиск документов частей. pamyat-naroda.ru. Дата обращения: 8 июня 2016. Архивировано 1 июля 2016 года.
3. ↑  147-я стрелковая дивизия (формирования 1942 года). Дата обращения: 16 сентября 2019. Архивировано 10 сентября 2019 года.
4. ↑  ПОСТАНОВЛЕНИЕ № ГОКО-187сс. Дата обращения: 12 мая 2020. Архивировано 27 июня 2018 года.
5. ↑  Память народа::Боевой путь воинской части::147 стрелковая дивизия (147 сд). pamyat-naroda.ru. Дата обращения: 16 сентября 2019. Архивировано 1 апреля 2019 года.
6. ↑  Сборник приказов РВСР, РВС СССР, НКО и Указов Президиума Верховного Совета СССР о награждении орденами СССР частей, соединений и учреждений ВС СССР. Часть II. 1945 −1966 гг. стр.294-303
7. 1 2 3 4  Указ Президиума Верховного Совета СССР от 5 апреля 1945 года за образцовое выполнение заданий командования в боях с немецкими захватчиками при овладении городами Нейштедтель, Нейзальц, Фрейштадт, Шпроттау, Гольдберг, Яуер, Штригау и проявленные при этом доблесть и мужество.